# Xyloschizon
Xyloschizon — рід грибів родини Rhytismataceae. Назва вперше опублікована 1922 року.

## Класифікація
До роду Xyloschizon відносять 2 види:
- Xyloschizon atratum
- Xyloschizon weirianum